# Santa Maria Magdalena del Palau dels Reis de Mallorca
Santa Maria Magdalena del Palau dels Reis de Mallorca, o, simplement, Santa Magdalena, és la Capella de la planta baixa del Palau dels Reis de Mallorca, a la ciutat de Perpinyà, de la comarca del Rosselló, a la Catalunya del Nord.

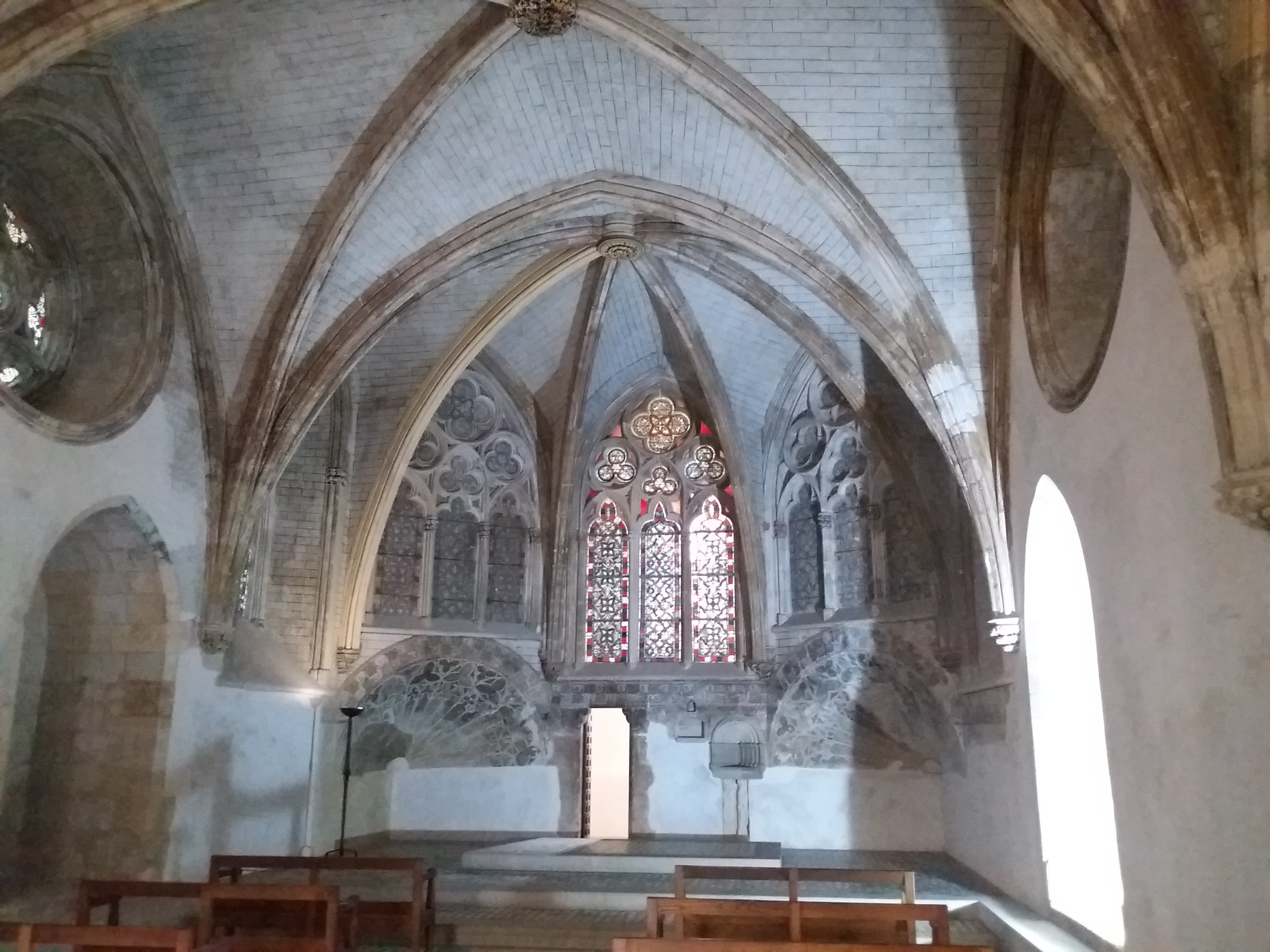
Interior de la capella. Capçalera

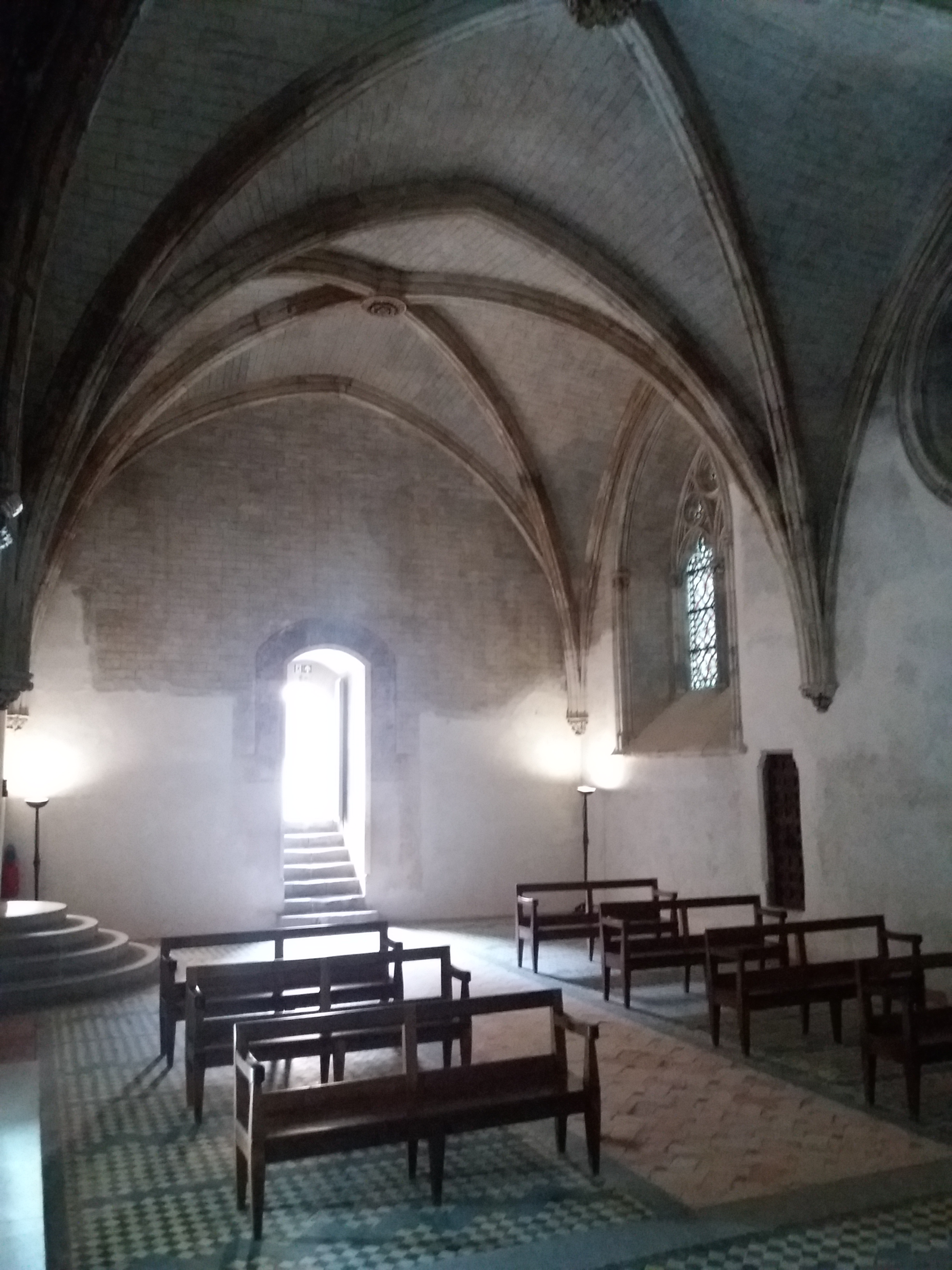
Interior de la capella. Peus de la nau

És en el punt més elevat del Palau, a la planta baixa, a sota de la capella de la Santa Creu, per la qual queda amagada. Totes dues capelles són gòtiques, però tenen moltes característiques que entronquen amb la tradició romànica.
Consta d'una sola nau capçada a llevant per un absis recte que es converteix en poligonal mercès a dues trompes d'angle. Se'n va iniciar la construcció el 1279, sota Jaume II de Mallorca, i la seva dotació i entrada en funció estigué aparellada a la capella superior de la Santa Creu.
Concebuda com a capella de la reina, té dues portes: l'occidental s'obre al pati del castell, però una altra d'interior comunica amb les dependències de la reina, a través del Pati de la Reina. Està coberta amb voltes d'orgives, que arrenquen d'unes mènsules esculpides finament amb motius vegetals naturalistes relacionats estilísticament amb el gòtic francès. Les parets són en part pintades amb ornamentació geomètrica que imita carreus, amb una greca i amb imitació de draps blaus. El paviment, restaurat, era fet de rajoles quadrades negres, grogues i verdes, i a dreta i esquerra hi ha dos nínxols destinats als trons del rei i de la reina. El de la reina connecta amb les cambres de la reina. Darrere de la nau hi ha la sagristia, que connectava amb l'accés al soterrani del pou. Una escala de fusta enllaçava les dues capelles. La capella de Santa Magdalena guardava el tresor de les dues capelles reials.